# 東新湊駅
東新湊駅（ひがししんみなとえき）は、富山県射水市八幡町にある万葉線の駅。

## 歴史
富山市と射水郡新湊町（現：射水市新湊地区）を結ぶことを目指して富山北口駅から西へ延伸していた越中鉄道により、1930年（昭和5年）に「新湊東口駅」として開設された。開設当初は新湊側の終着駅として放生津内川の右岸近くにあったが、1932年（昭和7年）の延伸に先立って東方に移転して「東新湊駅」に改称した。1937年（昭和12年）に付近に日本高周波重工業富山工場（現：日本高周波鋼業富山製造所）が進出し、その後「東新湊高周波前駅」、「高周波前駅」と改称した。太平洋戦争の終戦時に「東新湊駅」に復して現在に至る。

### 年表
- 1930年（昭和5年）10月12日：越中鉄道の西越ノ潟駅 - 新湊東口駅間開業により、新湊東口駅（しんみなとひがしぐちえき）として開設[4]。所在地は富山県射水郡新湊町放生津[4]。
- 1932年（昭和7年）
  - 8月18日：越ノ潟方に移転し、東新湊駅に改称[5]。所在地は富山県射水郡新湊町荒屋[5]。東新湊駅 - 旧新湊東口駅間は営業休止扱い[5]。
  - 11月9日：東新湊駅 - 庄川口駅間開業により途中駅となる[5]。
- 1939年（昭和14年）4月1日：東新湊高周波前駅（ひがししんみなとこうしゅうはまええき）に改称[6]。
- 1942年（昭和17年）：高周波前駅（こうしゅうはまええき）に改称[7]。
- 1943年（昭和18年）1月1日：越中鉄道が富山地方鉄道に合併し、射水線の駅となる。
- 1945年（昭和20年）8月15日：東新湊駅に改称[8]。
- 1966年（昭和41年）4月5日：射水線の分断により、加越能鉄道へ譲渡され、新湊港線の駅となる。
- 2002年（平成14年）4月1日：営業譲渡により、万葉線の駅となる。

## 駅構造
相対式ホーム2面1線の無人駅。
以前は現在よりもやや越ノ潟駅寄りにあり、駅舎を備え、駅員が配置されていた。また、島式ホーム1面2線で行き違い可能な駅であった。その他、かつては隣接する日本高周波鋼業への貨物引き込み線もあり、富山地方鉄道富山地方鉄道射水線の貨物も扱っていた。

## 利用状況
1日の平均乗車人員は以下の通りである。
| 年度     | 1日平均人数 |
| -------- | ----------- |
| 2000年度 | 50人        |
| 2001年度 | 47人        |
| 2002年度 | 47人        |
| 2003年度 | 7人         |
| 2004年度 | 30人        |
| 2005年度 | 52人        |
| 2006年度 | 50人        |
| 2007年度 | 49人        |
| 2008年度 | 57人        |
| 2009年度 | 58人        |
| 2010年度 | 61人        |

## 駅周辺
- 日本高周波鋼業富山製造所
- 放生津八幡宮
- 新湊きときと市場
- 新湊漁港（東地区）
- 海王バードパーク富山新港臨海野鳥園

## 隣の駅
万葉線
■万葉線（新湊港線）
中新湊駅 - 東新湊駅 - 海王丸駅